# 世本
『世本（せほん）』は中国の三皇五帝時代から春秋時代に至る帝王、諸侯、卿、大夫の氏姓や系譜、居所、諡、及びそれら王侯卿大夫の発明に帰せられる器物の由来等を誌した書。唐代には太宗の諱を避けて『系本（けいほん）』と呼ばれる場合もあった。
完本は逸するが諸書に引用された逸文が遺されている。

## 成立
原書の成立時期は、戦国時代中期以降と見たりその末期と見たりと諸説あって定かでないが、漢司馬遷が『史記』を編むに際して参照したというので遅くとも漢初には成立していた事は判る。
編著者も不明で、初めて著録された後漢班固の『漢書』では古事に精通する史官の手に成るものとされ、その場合、『周礼』春官瞽矇条に「諷誦詩世奠繋、鼓琴瑟（（瞽矇は）詩と世の奠繋を諷誦し、琴瑟を鼓す）」、同小史条に「掌邦国之志、奠繋世、弁昭穆（（小史は）邦国の志を掌り、繋世を奠（さだ）め、昭穆を弁ず）」とある「世奠繋」や「繋世」が本書の元になったものと考えられ、晋皇甫謐に至っては春秋時代の左丘明の撰とまで唱えている。
なお、陳夢家は秦始皇帝時代に趙国の人の手に成るものと説くが、その論拠から見てやや早計であろうとの批判もある。

## 伝世史
成立して後に漢室の秘府に所蔵されたとされ、『漢書』芸文志春秋家に「世本十五篇」と見え、上述のように『史記』（紀元前90年頃成著）の編述に供された他、成帝綏和元年（紀元前8年）に孔何斉（こうかせい）が殷紹嘉（いんしょうか）侯に封ぜられる際の典拠の一とされている。その後、後漢の宋均（そうきん）や応劭（おうしょう）、宋衷、更に年代等不明の王（おう）氏、孫検（そんけん）等が注を加え、それら校注本も原書と併行して流布したらしい為に隋唐期になると原書と校注本との差も判然としなくなったようで、初唐の『隋書』経籍志には「世本王侯大夫譜二巻」「世本二巻劉向撰」「世本四巻宋衷撰」と3書が併録、旧新両『唐書』には宋衷撰「世本四巻」、「世本別録一巻」、宋均注「帝譜世本七巻」、王氏注「世本譜二巻」の4書が併録され、この中で漢劉向撰とするのは劉向が秘府蔵書の整理校訂を担当した際に筆写乃至摘録したものの如く、また「世本王侯大夫譜」は原書15篇中の「譜」篇であったかも知れないが、宋衷撰とするのは明らかに漢宋衷の校注本ではないかとされているから、この段階で原書と校注本との判別が不可能な状態となっていた模様だとされている。その一方で、『漢書』芸文志に「黄帝以来訖春秋時」とあるのに現伝逸文には戦国末から秦初の記事が見えるので、唐劉知幾をして秦末の一好事家の手に成るものと断ぜしめたような秦漢以降の人の手が加わったものも混淆したらしく、それと併せて原書にせよ校注本にせよ転写を重ねる中での誤写も増え、唐孔穎達は初唐当時に伝わる『世本』を誤りが多く本来の姿を失した依憑とするに足りないものと評し、更に司馬貞に拠れば唐初期に既に散逸が始まっていたという。
それはそれとして、北宋期に旧新両唐志に著録されたり『太平御覧』他に引用されたりし、また南宋高似孫（こうじそん）が輯本を編む等しているのでそれなりに伝わっていた様が窺えるが、それを最後に輯本共々亡佚したようで以降は古書に引用された逸文が伝えられるのみとなった。なお、亡佚の時期に就いて、南宋代に本文は失せたが宋衷等の注本はなお存したとする説もあるが定かでない。
明以降に逸文収集と輯本編纂の動きが始まり、清に入ってはそれが盛んとなって、銭大昭（せんたいしょう）、(1)王謨（おうぼ）、銭本を底にした(2)孫馮翼（そんひょうよく）、その孫本を補訂した(3)陳其栄（ちんきえい）、洪貽孫（こういそん）、その洪本や孫星衍所蔵の明澹生堂（たんせいどう）輯本等を底にした(4)秦嘉謨（しんかぼ）、(5)張澍、(6)雷学淇（らいがくき）、(7)茆泮林（ぼうはんりん）、等がそれぞれ輯本を編み、また(8)王梓材（おうしざい）が『世本集覧』を著している。この中、(3)陳本迄は未だ乱雑で、(4)秦本は最も多く取材するが他書の条文も混入しており、(5)の張本は恣意的な解釈が多く、厳密性では(7)茆本が最も優れ(6)雷本がこれに亜ぐ。また、(8)『集覧』は目録と通論を主として逸文自体は載せていない。なお、上記(1)から(8)が『世本八種』と題されて1957年に商務印書館から翻刻されている。

## 内容
『漢書』芸文志に15篇あると録されるが、『世本八種』段階では帝王、諸侯、卿大夫それぞれの世系を誌す「帝繋（帝王世本）」「王侯世（諸侯世本）」「卿大夫世（卿大夫世本）」3篇、それら帝侯卿大夫に由来する各所の氏族を誌す「氏姓篇」、王侯の都邑地を誌す「居篇」、王侯卿大夫各人の創作に関わる器物を誌す「作篇」、各人の諡号を誌す「諡法篇」、の計7篇が推定復元されるのみである。その他「譜」（『隋書』経籍志に録す「世本王侯大夫譜」カ）の存在や、伝（注釈）を付す1記事の遺存から他にも「伝」の存した可能性が指摘されるが詳らかでなく、また、古くは帝王に関する記事を「帝繋」、諸侯卿大夫のそれを「世本」と称したとされるがそれも定かでない。
本書の特徴は氏姓の来源や居住地、器物の由来といった従前の史書にない社会的文化的事象への関心が見える点と、その関心に沿った分類を行う事で読者に比較推論の便を与える書ともなったであろう点とにあるとされるが、その他、「作篇」に見える文化英雄の創造発明譚や古代帝王の系譜等に誌される内容がまま「神話なき国」と呼ばれる中国の失われた神話の断片と認められるので、「隠された」乃至は「枯れたる」と評せられるその神話の原姿を復元する一資料ともなっている。